# Bertha Wegmann

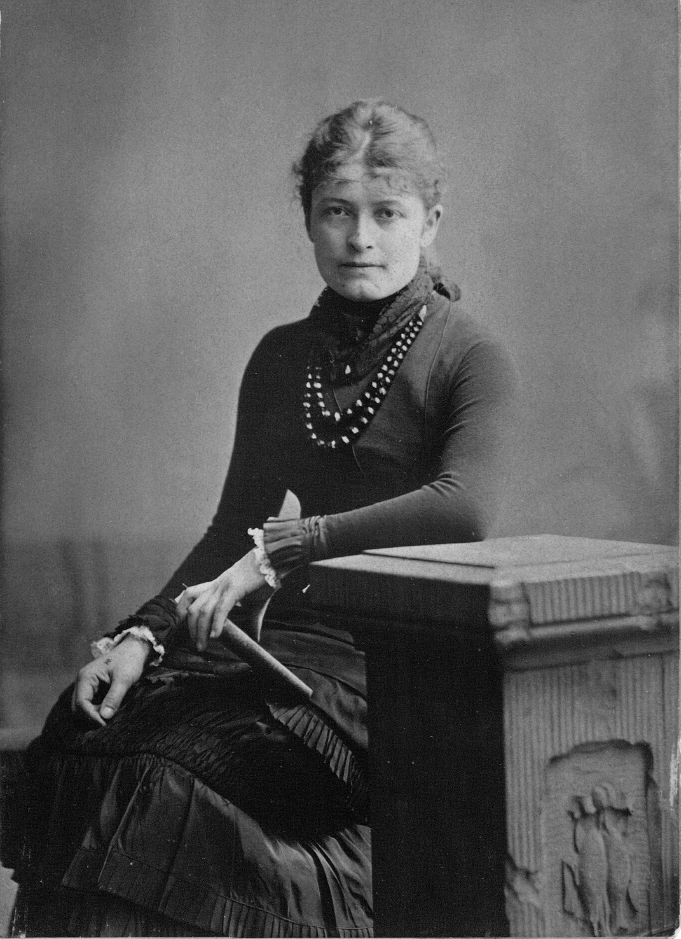
Bertha Wegmann

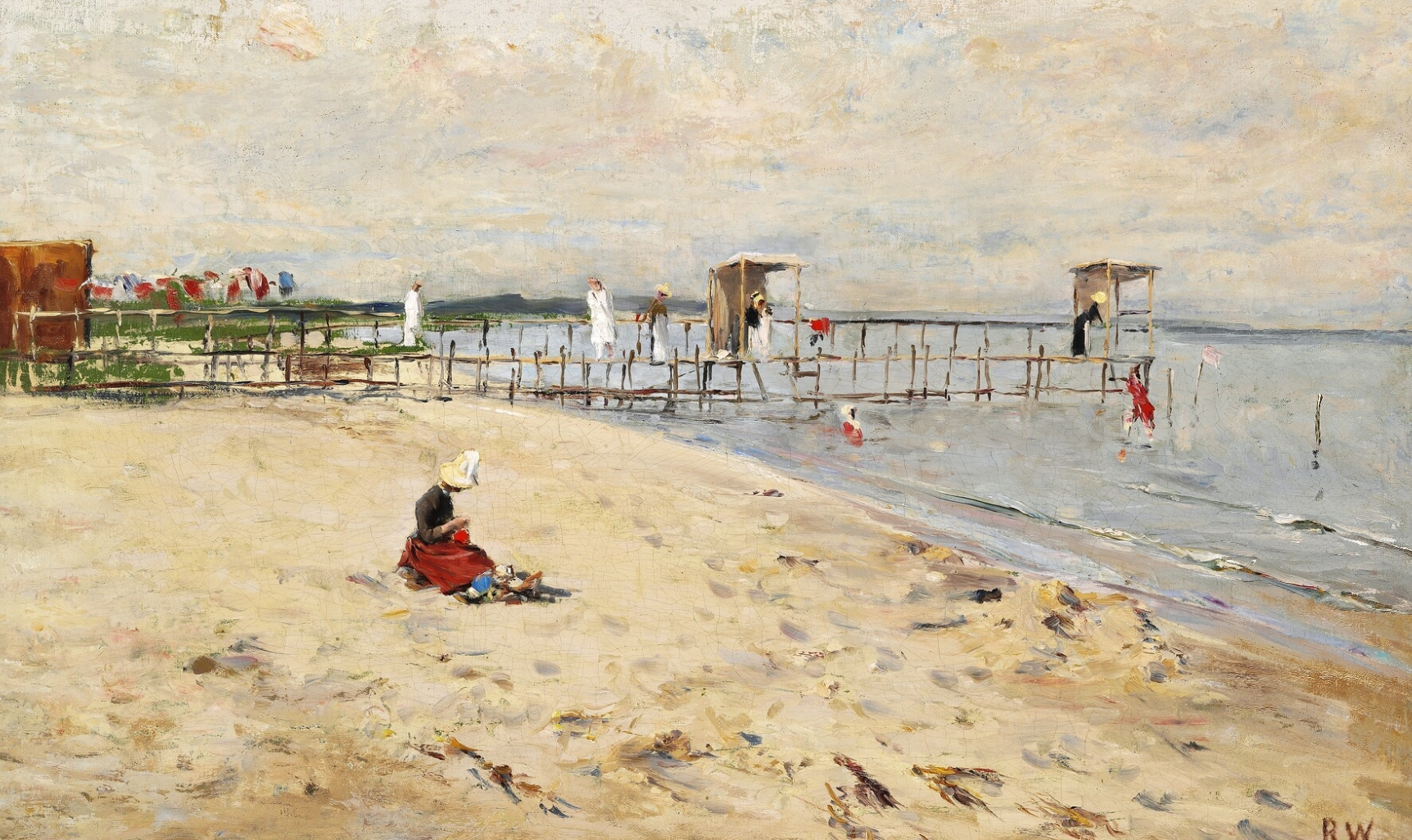
Zomerdag op het strand van Taarbæk, 1889

Bertha Wegmann (Soglio, 16 december 1847 - Kopenhagen, 22 februari 1926) was een Deense kunstschilderes van Zwitserse herkomst. Ze werkte in een naturalistische stijl, later sterk beïnvloed door het impressionisme.

## Levensloop
Wegmann werd geboren in Zwitserland, maar verhuisde op vijfjarige leeftijd met haar ouders naar Denemarken. Haar eerste tekenlessen kreeg ze van haar vader, een azijnfabrikant die zijn aspiraties in de schilderkunst niet had kunnen vervullen. Hij onderkende al snel haar artistieke talent en steunde haar ontwikkeling waar hij maar kon. Hij trok leraren voor haar aan, onder wie Frederik Ferdinand Helsted, Heinrich Buntzen en Frederik Christian Lund.
Omdat de Koninklijke Deense Kunstacademie geen vrouwelijke studenten accepteerde, zorgde haar vader er in 1867 voor dat ze kon gaan studeren in München bij de schilders Edouard Kurzbauer en Wilhelm von Lindenschmit de jongere. Daar leerde ze de Zweedse schilderes Jeanna Bauck (1840-1926) kennen, met wie ze bevriend raakte. Ze maakten studiereizen naar onder meer Tirol en Venetië. Zij schilderden portretten van elkaar en een van Baucks bekendste schilderijen is Bertha Wegmann schildert een portret, gemaakt in hun gemeenschappelijke atelier. In 1881 vestigden beide schilderessen zich in Parijs. Wegmann kreeg een eervolle vermelding op de Parijse salon met een portret van haar zus en raakte gefascineerd door het impressionisme.
In 1882 keerde ze terug naar Denemarken, waar ze uitgroeide tot een van de meest vooraanstaande kunstenaressen van haar tijd. Ze kreeg in 1883 als eerste vrouw de Thorvaldsen-medaille. Ze werd het eerste vrouwelijke lid van de Koninklijke Deense Kunstacademie en vertegenwoordigde haar land op meerdere wereldtentoonstellingen, waar ze in 1889, 1892 en 1900 met goud en zilver werd bekroond.
In 1926 kwam ze, 69 jaar oud, plotseling te overlijden in haar atelier.

## Werk
Veel werk van Wegman heeft een realistisch-naturalistische inslag, vaak met duidelijk impressionistische invloeden. Ze schilderde genrewerken, interieurs, landschappen, maar vooral portretten, vaak van mensen uit haar eigen omgeving.
Haar werk is te zien in onder meer het Statens Museum for Kunst, de Ny Carlsberg Glyptotek en de Hirschsprungske Samling te Kopenhagen en het Øregaard Museum in Hellerup.

## Galerij

Jeanna Bauck, 1881
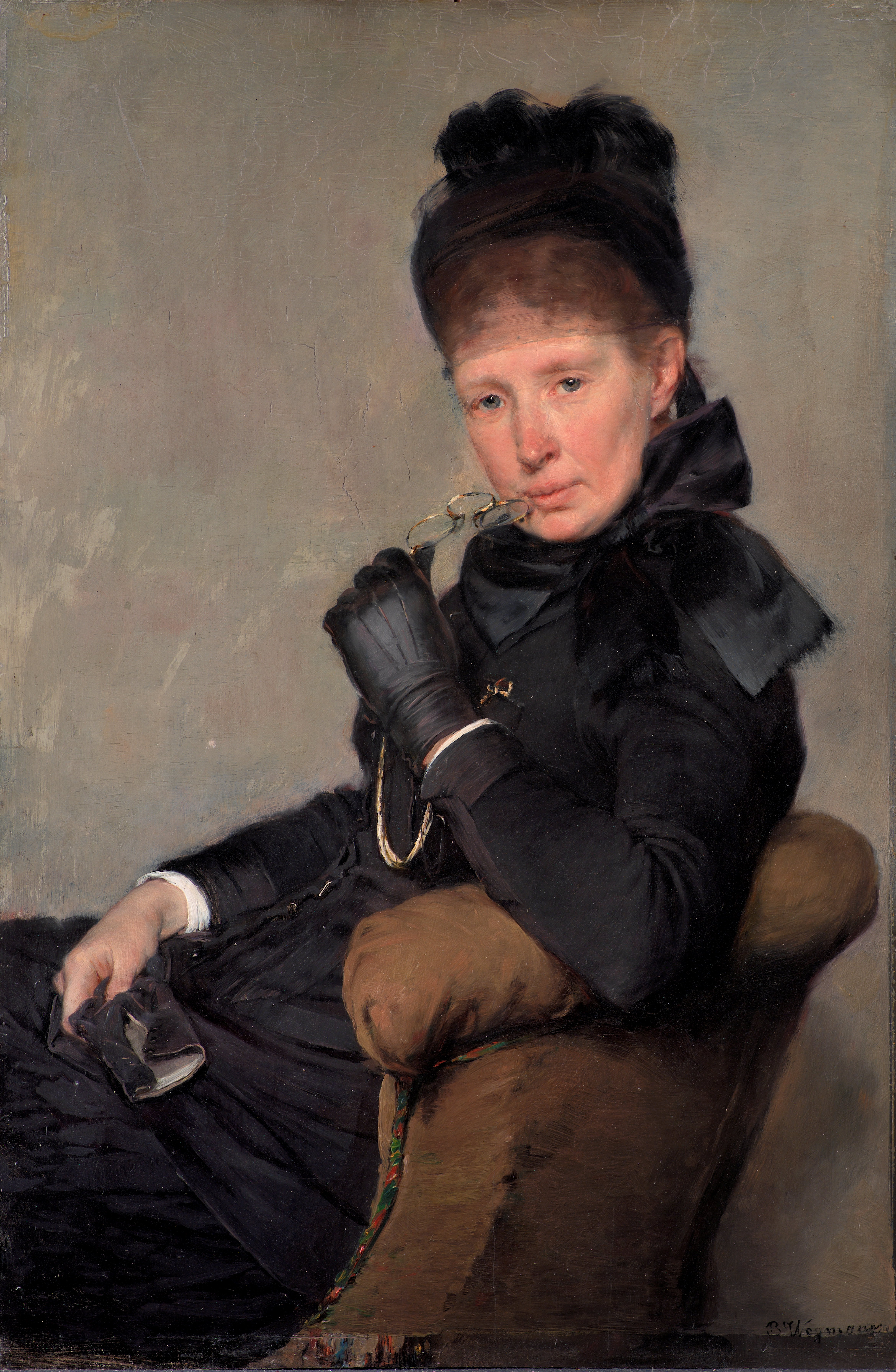
Jeanna Bauck, 1887
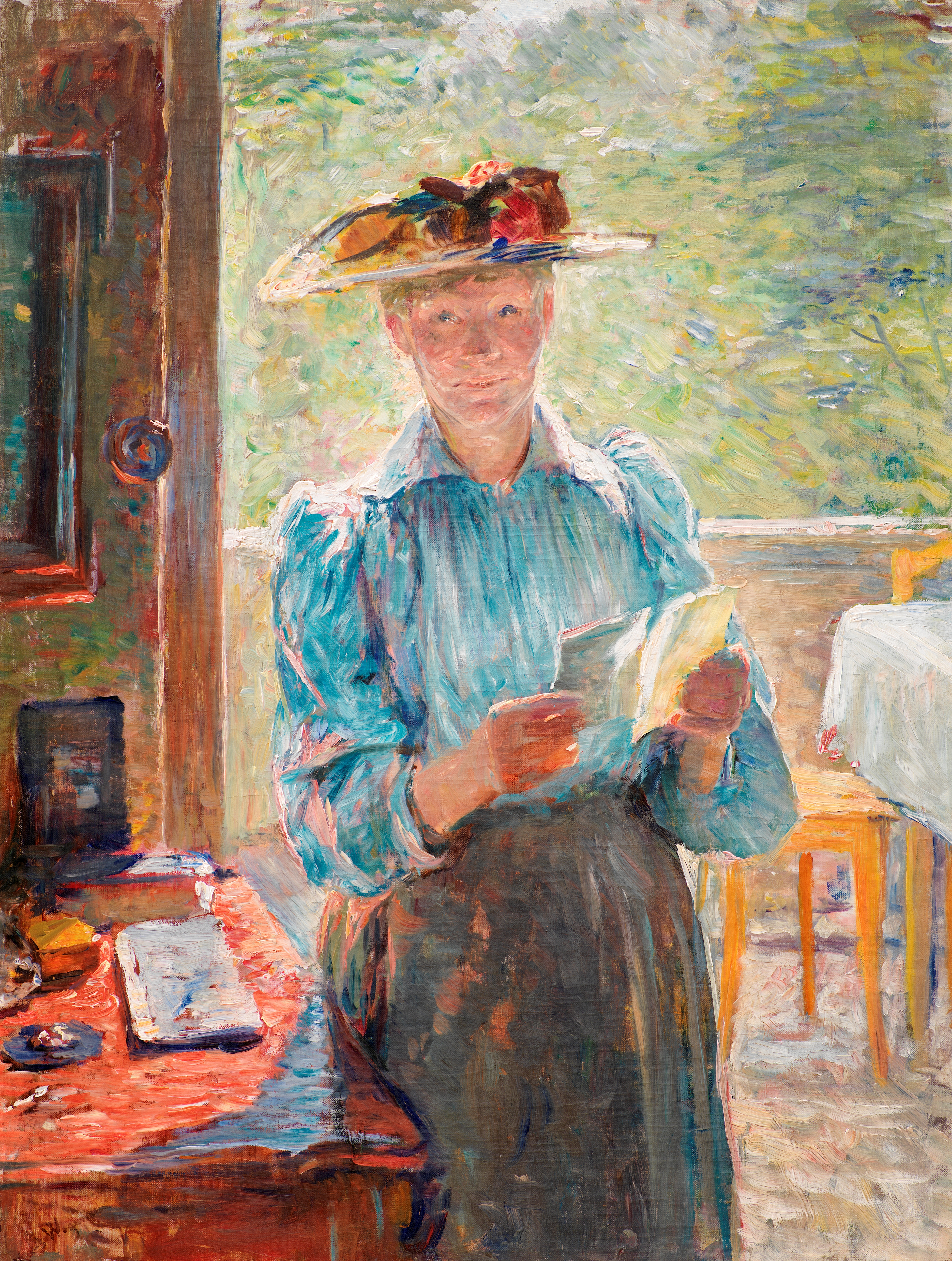
Hanna Lucia Bauck, 1890
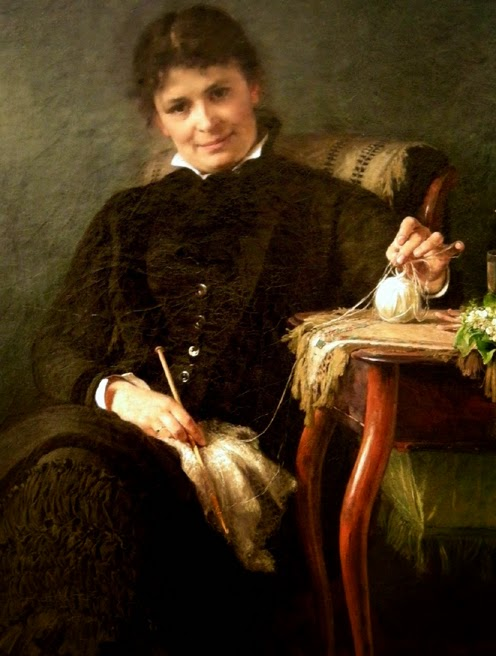
Anna Seekamp, Bertha's zus, ca. 1890
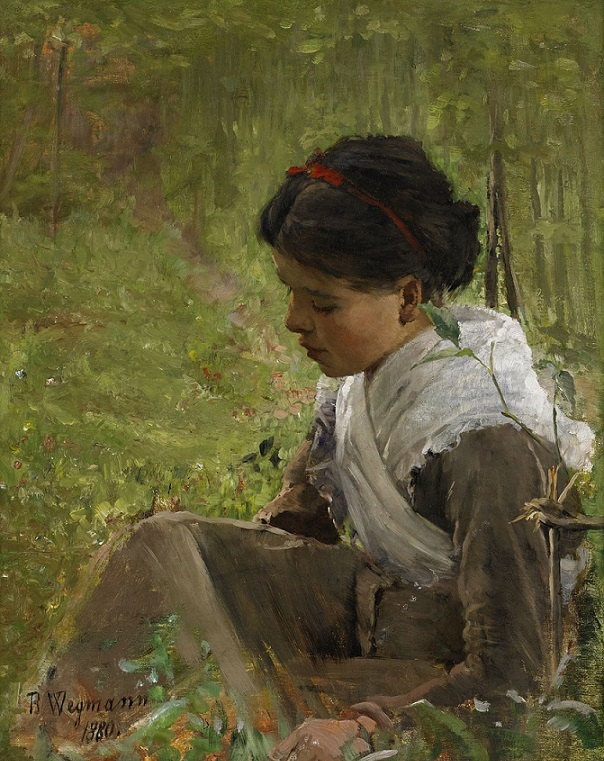
Meisje in het bos, ca. 1890
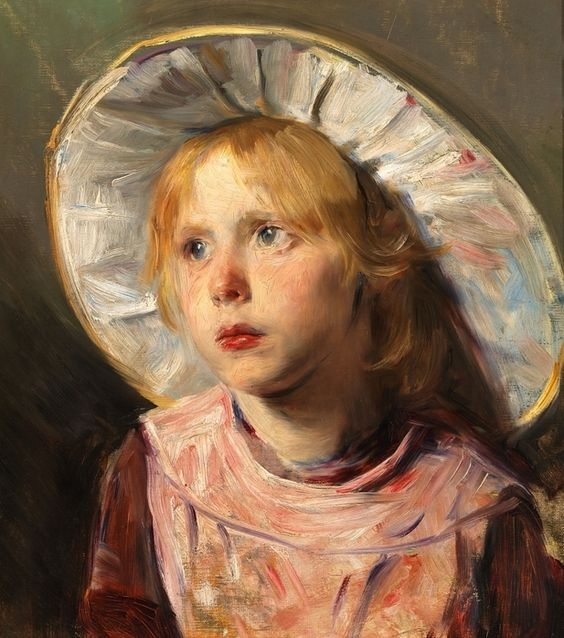
Portret van een jong meisje, ca. 1890
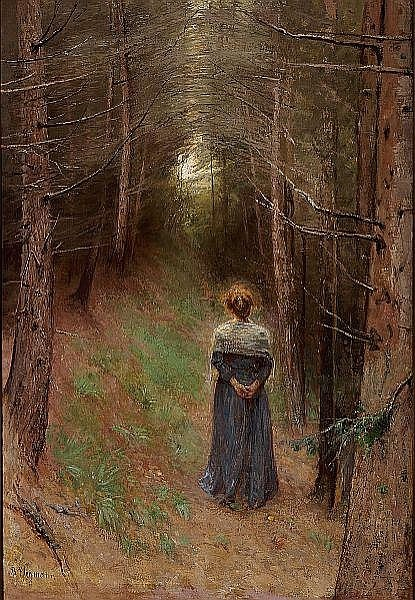
Dennenbos in Tirol, ca. 1890
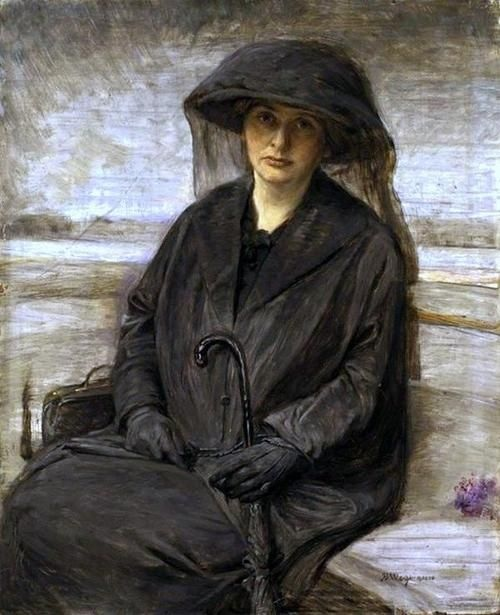
Rouwende vrouw, ca. 1890
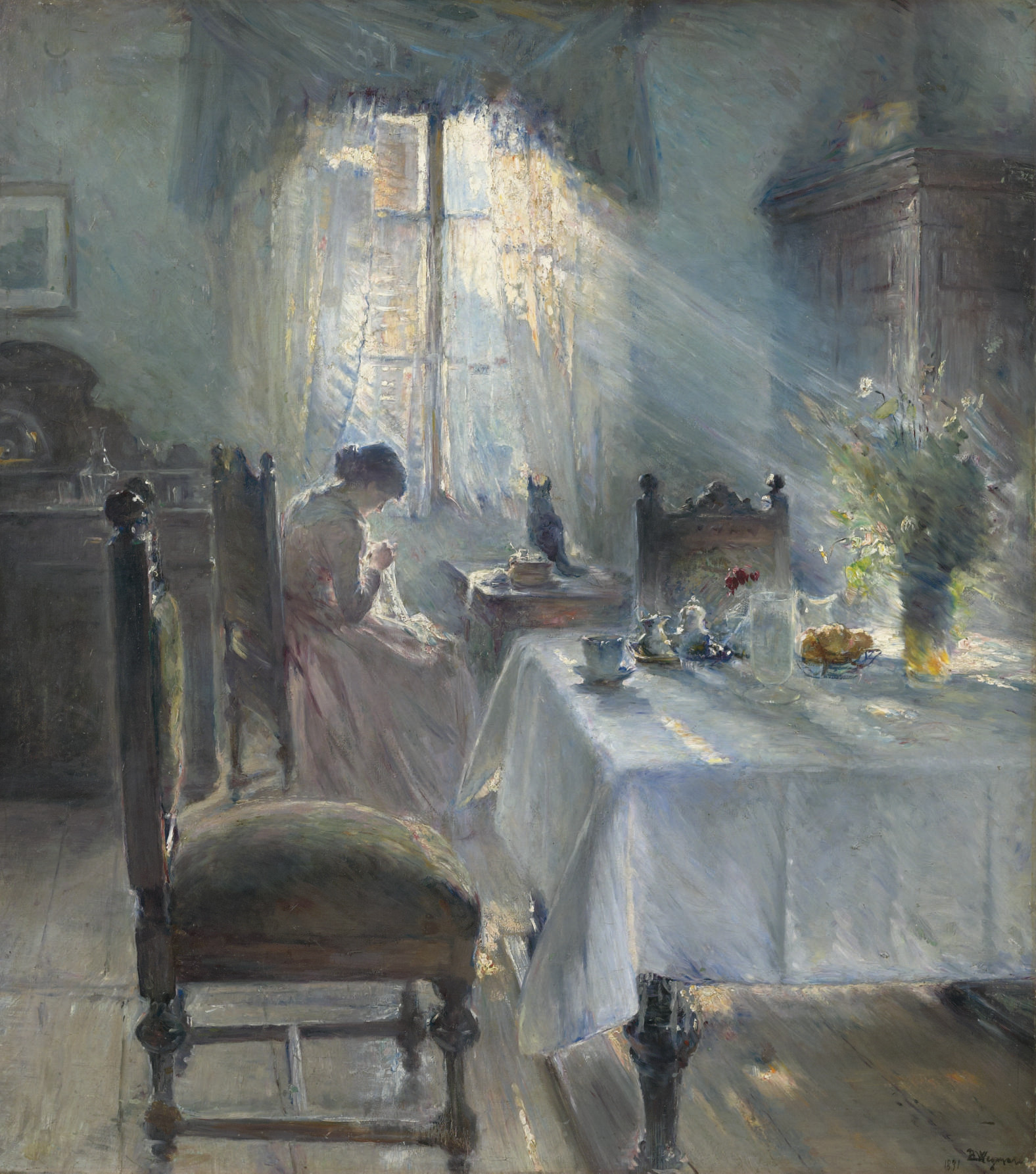
Naaiende vrouw, 1891
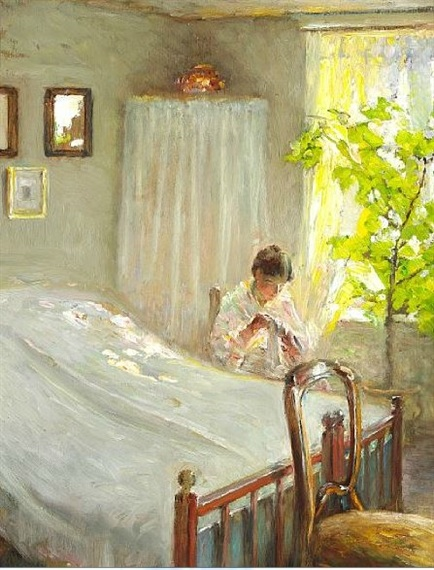
Vrouw in zonverlichte kamer, ca. 1900